# Erzbistum Patna
Das Erzbistum Patna (lateinisch Archidioecesis Patnensis) ist eine Erzdiözese der römisch-katholischen Kirche in Indien mit Sitz in Patna.
Das Erzbistum Patna umfasst die Distrikte Aurangabad, Gaya, Jehanabad, Nalanda, Nawada, Patna und Teile des Distriktes Munger im Bundesstaat Bihar.

## Geschichte
Das Bistum Patna wurde am 7. Februar 1845 durch Papst Gregor XVI. aus Gebietsabtretungen des Apostolischen Vikariates Tibet-Hindustan als Apostolisches Vikariat Patna errichtet. Am 1. August 1886 wurde das Apostolische Vikariat Patna aufgelöst und das Territorium wurde an das Bistum Allahabad abgetreten.
Am 10. September 1919 wurde das ehemalige Apostolische Vikariat Patna als Bistum Patna wieder errichtet. Das Bistum Patna wurde dem Erzbistum Ranchi als Suffraganbistum unterstellt. Am 3. August 1956 gab das Bistum Patna Teile seines Territoriums zur Gründung der Apostolischen Präfektur Bhagalpur ab. Weitere Gebietsabtretungen erfolgten am 6. März 1980 zur Errichtung des Bistums Muzaffarpur und am 7. Oktober 1983 zur Gründung der Mission sui juris Nepal. Am 16. März 1999 wurde das Bistum Patna durch Papst Johannes Paul II. mit der Päpstlichen Bulle Indicos intra fines fidelium zum Erzbistum erhoben. Am 12. Dezember 2005 gab das Erzbistum Patna Teile seines Territoriums zur Gründung des Bistums Buxar ab.

## Kirchenprovinz
| Diözese            | Katholiken | Einw., ges. |
| ------------------ | ---------- | ----------- |
| Erzbistum Patna    | 0066.761   | 034.991.000 |
| Bistum Bettiah     | 0005.913   | 016.518.000 |
| Bistum Bhagalpur   | 0084.998   | 009.491.472 |
| Bistum Buxar       | 0026.604   | 010.750.000 |
| Bistum Muzaffarpur | 0005.600   | 031.308.000 |
| Bistum Purnea      | 0025.945   | 009.634.000 |

## Ordinarien von Patna

### Apostolische Vikare
- 1846–1854 Anastasius Hartmann OFMCap, ab 1849 zusätzlich Apostolischer Vikar von Bombay
- 1854–1860 Athanasius Zuber OFMCap
- 1860–1866 Anastasius Hartmann OFMCap, 2. Amtsperiode
- 1868–1881 Paul Tosi OFMCap, danach Apostolischer Vikar von Punjab
- 1881–1886 Francesco Vincenzo Pesci OFMCap, dann Bischof von Allahabad

### Bischöfe
- 1920–1928 Louis Van Hoeck SJ, dann Bischof von Ranchi
- 1929–1946 Bernard James Sullivan SJ
- 1947–1980 Augustine Francis Wildermuth SJ
- 1980–1999 Benedict John Osta SJ

### Erzbischöfe
- 1999–2007 Benedict John Osta SJ
- 2007–2020 William D’Souza SJ
- seit 2020 Sebastian Kallupura